# Afrykański pomór koni
Afrykański pomór koni (łac. Pestis equorum, międzynarodowy skrót nazwy choroby AHS od angielskiej nazwy African horse sickness) – ostra wirusowa choroba zwierząt nieparzystokopytnych, cechująca się obrzękami podbrzusza i wybroczynowością. Występuje głównie w Afryce i Azji.

## Etiologia
Chorobę powoduje wirus należący do rodziny Reoviridae rodzaju orbiwirusy. Filogenetycznie wirus podobny do wirusa choroby niebieskiego języka u przeżuwaczy. Kapsyd składa się z 32 kapsomerów. Cechuje się niejednolitą budową antygenową – posiada 9 serotypów. Wirus ten przeżywa w zakresie pH 6-12. W temperaturze 60 stopni przeżywa 15 minut.

## Źródła zakażenia i patogeneza
Choroba nie przenosi się poprzez kontakt osobników zdrowych z chorymi. Przenosicielami choroby są owady z rodziny kuczmanów. Głównym nosicielem jest Culicoides imicola. Wirus potrzebuje temperatury powyżej 15 stopni Celsjusza w otoczeniu aby się replikować i móc być przenoszonym przez komary.

## Objawy
Inkubacja wynosi około jednego tygodnia. Można wyróżnić następujące postacie choroby:
- nadostra – postać płucna. W ciągu kilku godzin kończy się śmiercią z objawami zapalenia płuc.
- ostra – postać mieszana. Może trwać do kilku dni.
- podostra – postać obrzękowa. W postaci tej organem zaatakowanym jest przede wszystkim serce. W wyniku tego powstają obrzęki głowy, szyi, nóg, języka.
- lekka – możemy stwierdzić 2 do 3-dniową gorączkę i utratę apetytu.

Śmiertelność u koni waha się w granicach 70–95%, u mułów wynosi około 50%. Najbardziej odporne są osły, których tylko 5–10% ginie.

## Zmiany anatomopatologiczne
Przy postaci płucnej występuje obrzęk płuc oraz biały pienisty śluz w oskrzelach.

## Rozpoznanie różnicowe
Należy wykluczyć następujące choroby koni i koniowatych:
wąglik, zaraza stadnicza, nagana, surra.

## Leczenie
Może być stosowane leczenie objawowe, jednak jest ono raczej bezskuteczne.

## Zapobieganie i zwalczanie
W Polsce choroba ta jest zwalczana z urzędu, jakkolwiek jeszcze nigdy nie było wypadków zachorowań w Polsce na tę chorobę. Celem niedopuszczenia do wystąpienia tej choroby na terenie Polski, stosuje się rygorystyczne przepisy dotyczące importu lub wywozu koniowatych do Polski. Choroba podlega obowiązkowi zwalczania.

## Historia
Pierwsze informacje o tej chorobie pochodzą z 1327 roku i informują o epidemii w  Jemenie. Następne informacje pochodzą z roku 1569, gdy obserwacje tej choroby poczynił ojciec Moncarlo. 
W latach 1854–1855 w Południowej Afryce zanotowano epidemię pomoru koni w czasie której zginęło 70000 koni.